# 比治山橋停留場
比治山橋停留場（ひじやまばしていりゅうじょう、比治山橋電停）は、広島県広島市南区比治山本町にある広島電鉄皆実線の停留場である。駅番号はH03。

## 歴史
比治山橋停留場が開業したのは1944年（昭和19年）12月のことで、皆実線の開通と同時に開設された。しかし開業の翌年、1945年（昭和20年）8月6日には広島市への原子爆弾投下が発生、皆実線をはじめ広島電鉄の市内線は全線が不通となる。皆実線が被爆から復旧したのは1948年（昭和23年）のことであった。

### 年表
- 1944年（昭和19年）12月27日：開業[2]。
- 1996年（平成8年）10月：駅番号「H6」を付与[3]。
- 2025年（令和7年）8月3日：駅番号を「H03」へ変更[4]。

## 停留場構造
皆実線の軌道は道路上に敷かれた併用軌道であり、当停留場も道路上にホームが設けられている。ホームは低床式で2面あり、2本の線路を挟んで向かい合わせに配置された相対式ホームという形態をとる。起点から見て線路の左に皆実町六丁目方面へ向かう下りホームが、右に的場町方面へ向かう上りホームがある。

### 運行系統
当停留場には広島電鉄で運行されている系統のうち、5号線のみが乗り入れている。
| 下りホーム | 5号線 | 広島港（宇品）ゆき・宇品二丁目ゆき・皆実町六丁目ゆき |
| 上りホーム | 5号線 | 広島駅ゆき                                           |

## 停留場周辺
西側は京橋川が流れ、当停留場に隣接して比治山橋が架かる。比治山橋は被爆橋梁の一つで、橋のたもとには被爆石碑「広島県道路元標」もある。対岸は中区になり、住宅街である。東側は比治山の南端にあたり、麓は住宅街のほか行政関連の施設も多い。
- 広島県庁広島地域事務所建設局
- 広島県食品工業技術センター
- 広島県社会福祉会館
- 広島国際医療福祉専門学校

### バス路線
「比治山橋」バス停があり、広島バスと広電バスが停車する。
比治山橋 バス停（旭町方面）
- 23号 横県線（広島バス） 旭町・大学病院前方面
- 26号 旭町線（広島バス） 旭町方面
- 10号線（広電バス） 大学病院前・旭町方面

比治山橋 バス停（八丁堀方面）
- 23号 横県線（広島バス） 富士見町・八丁堀・紙屋町・横川駅方面
- 26号 旭町線（広島バス） 富士見町・八丁堀方面 平日4本、土休日2本のみ
- 10号線 急行（広電バス） 市役所前・己斐 西広島駅方面

## 隣の停留場
広島電鉄
皆実線
比治山下停留場 (H02) - 比治山橋停留場 (H03) - 南区役所前停留場 (H04)